# Poltergeist

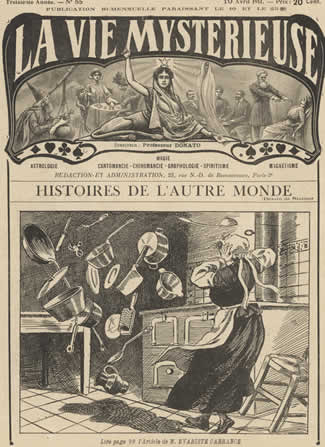
Vyobrazení působení poltergeista na obálce francouzského magazínu La Vie Mysterieuse z roku 1911

Jako poltergeist (v angličtině vyslovováno [ˈpoʊltərˌgaɪst],  poslech, v němčině poltrgajst) bývá označován paranormální jev spočívající v tom, že se v lidských obydlích zdánlivě samovolně pohybují předměty (například nábytek), dochází k jejich výbuchům (nádobí, žárovek) nebo samovzněcování, vyskytují se závady v elektroinstalaci atd. Název je složeninou dvou německých slov polterig (hlučný) a Geist (duch).
Podle výkladového slovníku Českého klubu skeptiků a podle The Skeptic's Dictionary Roberta T. Carrolla neexistují věrohodné důkazy, že Poltergeist, jakožto projev ducha nebo jiné paranormální síly, reálně existuje. Podle Českého klubu skeptiků Sisyfos byly všechny vyšetřované případy vyhodnoceny jako úmyslná, nebo výjimečně i podvědomá díla člověka.

## Obvyklé projevy
Popisované a zaznamenané projevy poltergeistu jsou velmi různorodé. V naprosté většině případů je projev poltergeistu údajně spojen se zvuky, které se bez zjevné příčiny ozývají v napadeném bytě nebo domě. Často jde o klepání, někdy i silné rány a bušení ozývající se z nejrůznějších míst v bytě. Značný počet uvedených jevů se podaří vysvětlit nějakým přirozeným způsobem, například rezonancí se sousedními objekty, podzemními odstřely v blízkosti budovy (např. stavba metra). Přesto však zůstává určité procento hlášení, které se beze zbytku vysvětlit nepodařilo.
V menším počtu případů je pak projev poltergeistu spojen s fyzickým pohybem předmětů. Někdy údajně dochází k vlastnímu pohybu bez přímého svědectví osob – například majitelé bytu nacházejí po návratu z práce přesunutý nebo povalený nábytek, ve vedlejší místnosti je slyšet třeskot rozbitého skla a po příchodu do místnosti nalezne majitel bytu bez zjevné příčiny rozbitou vázu, lustr atp.
Jsou však zaznamenaná i očitá svědectví nevysvětlitelných pohybů předmětů, kdy svědci oznamují samovolné pády předmětů z poliček nebo krbových říms, ale navíc i případy, kdy jakási neznámá síla vrhá věci po bytě, dochází k vytržení elektrického vedení a jiné. Zůstává pochopitelně otázkou, nakolik jsou zmíněná svědectví věrohodná.
Typicky uváděné je vrhání různých předmětů - malých objektů neznámou silou v exteriéru i interiéru. V exteriéru často objekty létají za konkrétní osobou. Jsou popisovány případy, kdy v interiéru údajně padají od stropu nebo létají objekty, které se před začátkem jevu v místnosti nenacházely, takže je jev spojován s materializací, resp. postupnou dematerializací a materializací. Někdy je možné zjistit původ předmětu, jindy ne.
Poměrně častá jsou i hlášení o anomálním chování elektrických spotřebičů. Údajně často dochází k nevysvětlitelným poruchám, které samy bez opravy mizí. Ze spotřebičů (např. žehlička) vycházejí plameny a následně přivolaný opravář nenalezne žádnou závadu. Dochází k rušení vysílání rozhlasových a televizních stanic či mobilů, někdy jsou automaticky volána existující i neexistující telefonní čísla.
Poltergeist bývá také spojován s praskáním žárovek, akvárií, skel, někdy mají být údajně do skel "vyříznuty" otvory.
Lidé, kteří případy poltergeista ohlašují, popisují, že neznámou silou usmrcená zvířata vypadají "jakoby je vyndal z mikrovlnky".
Uvádí se, že tento jev má být příčinou ojedinělého i mnohočetného ožehnutí nebo vzplanutí předmětů - plastových hodin, židle s kovovou kostrou, divanu s kovovými péry, ručníků na kovovém věšáku, ale i ručníků a prádla srovnaných ve skříni (nejen na povrchu hromady), knih, dokonce i papírového kapesníku v ruce. Má docházet ke škvaření a tepelné deformaci plastových předmětů bez viditelného plamene.
Poltergeist údajně přímo člověka obvykle nezraní. Existují ale i hlášení jevů, při kterých došlo k přímému fyzickému poškození zdraví člověka – úrazu. Má jít např. o škrábance, popáleniny a podlitiny na lidské kůži. Případy usmrcení, které by byly připisovány poltergeistovi, jsou vzácné.

## Charakteristika a pokusy o vysvětlení
Společným rysem všech hlášených výskytů poltergeistu je fakt, že jev se vyskytuje zcela spontánně a v žádném ze zaznamenaných případů údajně nikdy nebyl nalezen úmyslný původce jevu. Jsou tedy vyloučeny takové jevy jako prokletí nebo praktiky voodoo, pokud jsme ochotni jejich existenci připustit.
Dalším obvyklým pojítkem velké většiny hlášených pozorování je skutečnost, že se v dané lokalitě vyskytuje člověk v pubertálním věku nebo psychicky nevyrovnaný. Proto jsou případy poltergeistu prakticky vždy spojovány přímo s určitou osobou a ne místem, ve kterém k nim dochází. Několikrát byl zaznamenán případ, kdy se postižená rodina přestěhovala do jiného města a projevy poltergeistu ji doprovázely i do nového domova. Naopak zmíněné projevy samovolně zmizely po uplynutí určité doby, která bývá spojována s dosažením dospělosti postižené osoby – média.
V oblasti psychotroniky je proto nejčastěji akceptovaným vysvětlením poltergeistu existence dosud neznámé paranormální síly, která se uvolňuje ve spojení s bolestí, nespokojeností, nepřátelstvím a hněvem a navenek se projevuje výše popsanými úkazy. V období puberty je mladý člověk nejvíce náchylný k extrémním projevům a jeho duševní vývoj prochází velmi závažným obdobím. Proto je údajně jev poltergeistu často vázán na pubescenty a jejich psychické projevy v období dospívání.
Pochopitelně je třeba vzít v úvahu možnost, že určité procento svědectví o výskytu a projevech poltergeistu je zapříčiněno chorobnou snahou o vlastní zviditelnění nebo je důsledkem psychické poruchy a uváděné jevy jsou pouhé halucinace nebo jsou předstírány či dokonce falšovány.
Za jev typu poltergeist nelze označit popsané jevy, pokud jsou realizovány vědomě, třebaže s použitím stejných neznámých sil.
Poslední výskyt fenoménu v Čechách byl údajně zaznamenán v listopadu roku 2011 v Děčíně-Chlumu. Svědkové[kdo?] popisují případy, kdy z ničeho nic začaly praskat kompotové sklenice ve sklepě a roztříštily se na kousíčky, kořenka z poličky prolétla kuchyň a rozbila se o zeď, plná pivní láhev prolétla z chodby a zarazila se hrdlem do dveří. Převrhával se těžký nábytek jako jsou skříně, knihovna plná knih. Svědkové[kdo?] popsali i případ, kdy se převrhla těžká pračka. Hrnek vlétl do okna a zůstal ve skle.[zdroj⁠?!]